# 552847 Steinaurel
552847 Steinaurel este o planetă minoră (asteroid) din centura de asteroizi. A fost descoperită pe 28 octombrie 2010 la Piszkéstetői Obszervatórium⁠(d) de . 
Obiectul prezintă o orbită caracterizată de o semiaxă mare de 2,6499348352567 UAi, o excentricitate de 0,1857291748495, o înclinație de 14,386392562898 ° în raport cu ecliptica.